# École primaire en Indonésie
L'école primaire (Sekolah Dasar ou SD en abrégé) est le premier cycle du système d'éducation formelle en vigueur en Indonésie. Il dure 6 ans de la classe un, Kelas satu à la classe six, Kelas enam. À l'issue de la sixième année, les élèves se présentent à un examen national Ujian Nasional précédemment nommé Ebtanas, dont l'obtention est obligatoire pour poursuivre ses études au collège (Sekolah Menengah Pertama ou SMP) ou dans un établissement de niveau équivalent.
Les établissements primaires peuvent être gérés par l'état, Negeri ou par des organismes privés, swasta. Depuis la mise en œuvre de la politique d'autonomie régionale, en 2001, la gestion des écoles élémentaire publiques (Sekolah Dasar Negeri ou SDN), précédemment sous la tutelle du Ministère de l'éducation nationale, sont désormais sous la responsabilité des départements et des villes. 

## Culture
- Les élèves des écoles élémentaires publiques indonésiennes portent un uniforme de couleurs rouge et blanche du lundi au vendredi et un uniforme de couleur marron de scout uniforme

- Chaque lundi on procède à la cérémonie des couleurs avant le début des cours.